# Берри, Джиллиан
Джиллиан Берри (англ. Gillain Berry; род. 1988) — фотомодель из Арубы, победительница конкурса «Мисс Аруба 2010» состоявшийся 4 декабря 2010 года и представительница страны на конкурсе «Мисс Вселенная 2011».

## Юность
Перед участием в конкурсе Мисс Аруба Берри работала профессиональной моделью, снимаясь на телевидении и в журналах. Она планирует получить образование в Университете Арубы и прекрасно говорит по-английски.

## Мисс Аруба
У Берри рост 1.75 метра, на конкурсе Мисс Аруба она представляла город Ораньестад 4 декабря 2010 год,, где она победила, и удостоилась права представлять Арубу на конкурсе Мисс Вселенная 2011.